# Російська Соціалістична Федеративна Радянська Республіка (1917—1922)
Російська Соціалістична Федеративна Радянська Республіка (рос. Росси́йская Социалисти́ческая Федерати́вная Сове́тская Респу́блика), до 19 липня 1918 — Російська Радянська Республіка (рос. Росси́йская Сове́тская Респу́блика) — офіційна назва російської держави, утвореної більшовиками після захоплення влади шляхом збройного повстання проти Тимчасового Уряду Російської республіки у листопаді 1917 року (Жовтневий переворот).

## Адміністративно-територіальний поділ
Спочатку в Радянській Росії зберігали старий адміністративно-територіальний поділ, основними одиницями якого були губернії й області.
III Всеросійський з'їзд Рад проголосив федеративний устрій Радянської Росії, який було закріплено в Конституції РСФРР 1918 року. Згідно з конституцією, Росія оголошувалася федерацією радянських національних республік (ст. 2); стаття 11 передбачала, що на засадах федерації в РСФРР входять автономні обласні спілки (союзи областей, «що відрізняються особливим побутом і національним складом»).
Однією з перших була Туркестанська Радянська Республіка, проголошена навесні 1918 року. У цей період виникли Терська, Кубано-Чорноморська, Донська й Таврійська Радянські республіки, які вважалися частинами Російської Федерації. Всі вони, крім Туркестанської РР, в 1918 р. припинили своє існування і не були відновлені.
У цей період виникають Західне, Уральське, Північне, Московське та інші обласні об'єднання. Зокрема, Московська область була федерацією 14-ти губернських рад, у кожної губернії була своя Рада народних комісарів, яка підпорядковувалася Московській обласній Раді Народних Комісарів. Ці об'єднання існували до 1919 року.
Також створювали державні утворення за національною ознакою. У другій половині 1918 року з'явилася така форма автономії, як трудова комуна, а з 1920 року починає широко застосовувати іншу форму автономії — автономна область. Наприкінці 1918 року утворили Трудову комуну Німців Поволжя. У 1919 році у складі РСФРР створюються Автономна Радянська Башкирська Республіка, а в 1920—1921 роках — Киргизька (Казахська) АРСР, Татарська, Дагестанська, Горська автономні республіки, Карельська трудова комуна, Чуваська, Калмицька, Марійська, Вотську (Удмуртська) автономні області. У 1921—1922 роках у складі РРФСР були утворені Якутська АРСР, а також автономні області: Карачаєво-Черкеська, Кабардино-Балкарська, Комі, Монголо-Бурятська. 